# Tomis pavidus
Espèce
Synonymes
- Sidusa pavida Bryant, 1942

Tomis pavidus est une espèce d'araignées aranéomorphes de la famille des Salticidae.

## Distribution
Cette espèce est endémique de l'île Sainte-Croix aux îles Vierges des États-Unis,.

## Description
Le mâle holotype mesure 3,0 mm.

## Systématique et taxinomie
Cette espèce a été décrite sous le protonyme Sidusa pavida par Bryant en 1942. Elle est placée dans le genre Tomis par Maddison, Maddison, Derkarabetian et Hedin en 2020.

## Publication originale
- Bryant, 1942 : « Notes on the spiders of the Virgin Islands. » Bulletin of the Museum of Comparative Zoology, no 89, p. 317-366 (texte intégral).